# طحماء
الطحماء (باللاتينية: Bienertia) جنس نباتي ينتمي إلى الفصيلة القطيفية. يضم هذا الجنس ثلاثة أنواع مقبولة ونوعًا واحدًا لم يحسم وضعه بعد. بعضها واطن في الوطن العربي.

## من أنواعه الواطنة في الوطن العربي
- طحماء الخليج العربي (باللاتينية: Bienertia sinuspersici) في الجزيرة العربية[3]

## من أنواعه الأخرى
- الطحماء دائرية الأجنحة (باللاتينية: Bienertia cycloptera) في إيران
- طحماء كوسنسكي (باللاتينية: Bienertia kossinskyi)